# ГЕС Ніпавін
ГЕС Ніпавін (англ. Nipawin Hydroelectric Station) – гідроелектростанція у канадській провінції Саскачеван. Знаходячись перед ГЕС E.B. Campbell, становить верхній ступінь каскаду на річці Саскачеван, яка є однією з основних приток озера Вінніпег (річкою Нельсон дренується до Гудзонової затоки). При цьому вище по сточищу на витоках Саскачевану працюють ГЕС Coteau Creek (Південний Саскачеван) та ГЕС Bighorn (Північний Саскачеван). 
В районі станції річку перекрили греблею Francois-Finlay висотою 54 метри, котра виконана як бетонна гравітаційна структура з насипною основою із моренного матеріалу (зведення останньої потребувало 3,7 млн м3 породи). Крім того, дещо західніше розташована допоміжна гребля висотою 42 метри, на яку використали ще 0,57 млн м3 породи. Разом вони утримують водосховище Кодетте-Лейк з площею поверхні 32,3 км2 та об’ємом 320 млн м3 (корисний об’єм 61,6 млн м3), в якому припустиме коливання рівня у операційному режимі між позначками 346 та 348 метрів НРМ. 
Пригреблевий машинний зал обладнаний трьома турбінами типу Каплан потужністю по 85 МВт, які працюють при напорі у 34 метра.